# Lunan Bay
Koordinaten: 56° 39′ 2″ N, 2° 29′ 10″ W

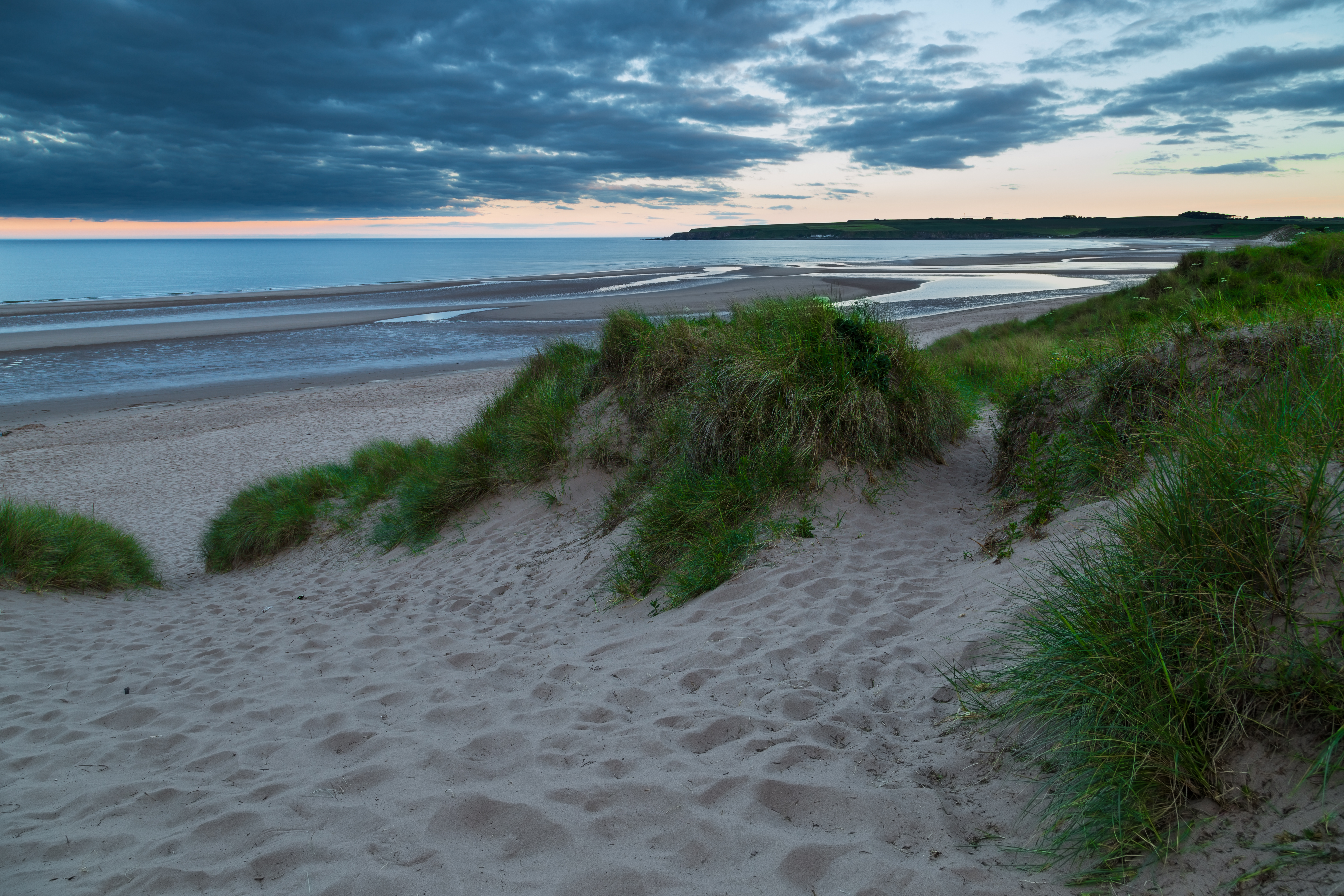
Lunan Bay

Lunan Bay ist eine gut drei Kilometer lange sandige Bucht im Osten Schottlands in der traditionellen Grafschaft Angus.
Lunan Bay ist nach dem an ihr mündenden Flüsschen Lunan Water benannt, an dessen Mündung ein gleichnamiger Weiler liegt. Elf Kilometer südlich befindet sich die Stadt Arbroath.
Es wird vermutet, dass Wikinger im Jahr 1010 hier vor der Einnahme Dundees landeten. An der Flussmündung stehen die Ruinen des auf Wilhelm I. von Schottland zurückgehenden Red Castle.
Im Jahr 2000 wurde Lunan Bay zum besten Strand Schottlands gewählt. Im nördlichen Bereich gibt es hohe Dünen. Nach rauer See kann man auf die Suche nach Halbedelsteinen, besonders Achaten gehen. Aus der Vogelwelt finden sich unter anderen Nördlicher Raubwürger, Neuntöter, Trauerente, Raufußbussard und Wiedehopf ein.